# Hyacinthe (acteur)
Pour les articles homonymes, voir Hyacinthe (homonymie).
Louis Hyacinthe Duflost, dit Hyacinthe, né le 15 avril 1814 à Amiens et mort le 8 mai 1887 à Asnières, est un comédien et chanteur d'opérette français.

## Biographie
Il commence très tôt le métier de comédien car, son père étant le perruquier du magicien Louis Comte, il fait partie de la troupe de ce dernier dès l'âge de sept ans. Puis il passe dans plusieurs théâtres dont l'Ambigu, le Vaudeville, les Variétés. Il entre au Palais-Royal en 1847 et y restera jusqu'à la fin de ses jours.
Il a fondé une partie de sa réputation sur l'aspect monumental de son nez, dont les Parisiens se souviendront longtemps après sa mort. Il jouait avec talent les idiots, et savait aussi lancer un mot, puis garder un sérieux burlesque.
Il vivait à Montmartre avec sa femme et ses enfants, notamment pendant le siège de Paris où, âgé de 56 ans, il a fait partie du 32e bataillon de la Garde Nationale. Il se retire à Asnières, 3 rue d'Orléans, où il meurt de bronchite chronique en 1887.

## Principaux rôles
Aux Variétés :

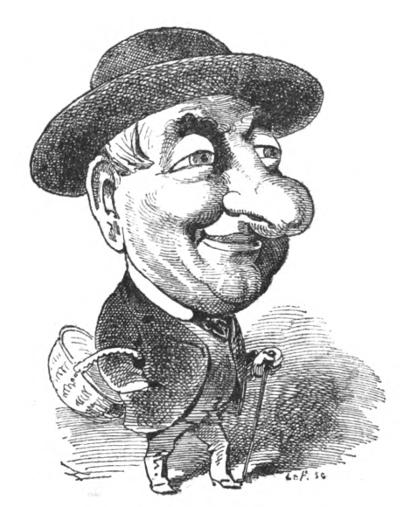
Hyacinthe et son célèbre nez.
Dessin de Georges Lafosse paru dans Le Trombinoscope en 1874.

- Gringalet dans Les Saltimbanques de Dumersan et Varin (25 janvier 1838)
- Le séducteur dans Les Trois Épiciers
- Faucheux dans Le Maître d'école de Lockroy et Anicet-Bourgeois (20 mars 1841)
- Thibaudeau dans Ma maîtresse et ma femme de  Dumanoir et Adolphe d'Ennery (25 novembre 1842)

Au Palais-Royal, il joue très régulièrement dans les pièces de Labiche :
- Gindinet dans Le Club champenois (1848)
- Arcas dans Une tragédie chez M. Grassot (1848)
- Panari dans Les Manchettes d’un vilain (1849)
- Balourdeau dans Exposition des produits de la République (1849)
- Mazulim dans Le Sopha (1850)
- Pépinois dans Maman Sabouleux (1852)
- Piccolet dans Piccolet (1852)
- Roussin dans Un ut de poitrine (1853)
- Antoine dans La Chasse aux corbeaux (1853)
- Beauvoisin dans Un feu de cheminée (1853)
- Gigomir dans Espagnolas et Boyardinos (1854)
- Colardeau dans Ôtez votre fille, s'il vous plaît (1854)
- Népomucène dans La Fiancée du bon coin (1856)
- Léopardin dans Si jamais je te pince!... (1856)
- Mistingue dans L'Affaire de la rue de Lourcine (1857)
- Bengalo dans La Dame aux jambes d'azur (1857)
- Anatole dans Les Noces de Bouchencœur (1857)
- Évariste dans Le Grain de café (1858)
- Tchikuli dans En avant les Chinois ! (1858)
- Colache dans L'Amour, un fort volume, prix 3 F 50 c (1859)
- Jesabel dans Voyage autour de ma marmite (1859)
- Bougnol dans La Sensitive (1860)
- Malfilatre dans La Famille de l'horloger (1860)
- Pénuri dans Les 37 sous de M. Montaudoin (1862)
- Bocardon dans Célimare le bien-aimé (1863)
- Tapiou dans Les Chemins de fer (1867)
- Sancier dans Le Papa du prix d'honneur (1868)
- Gargaret dans Doit-on le dire ? (1872)
- Ernest Fador dans La Pièce de Chambertin (1874)
- Hochard dans Les Samedis de Madame (1874)
- le prince Poupoulos dans La Clé (1874 et 1877)

Avec d'autres auteurs, toujours au Palais-Royal :
- Arthur de Clichy dans  Le Fils de la belle au bois dormant (1858) de Lambert-Thiboust, Paul Siraudin et Adolphe Choler
- Nérée Dusorbet  dans La Pénélope à la mode de Caen (1860) de Lambert-Thiboust, Paul Siraudin et Eugène Grangé
- Picardeau  dans Les Femmes sérieuses (1864) de Paul Siraudin, Alfred Delacour et Ernest Blum
- Le baron de Gondremarck dans La Vie parisienne  (1866) de Henri Meilhac et Ludovic Halévy, musique de Jacques Offenbach
- Maître Massepain dans Le Château à Toto  (1868) de Meilhac et Halévy, musique de Jacques Offenbach
- Chiffardin dans Le Carnaval d’un merle blanc (1868) de Henri Chivot et Alfred Duru
- le marquis de Castel-Bombé dans La Vie de château (1869) de Henri Chivot et Alfred Duru
- Alfred dans Le Réveillon (1872) de Meilhac et Halévy
- le duc de la Butte-Jonvel dans La Tribune mécanique (1872) de Georges Vibert et Étienne-Prosper Berne-Bellecour
- Les Échos de Paris ou la Revue en retard (1873) de Henri Chivot et Alfred Duru
- Alcide Malicorne dans Ici, Médor (1875) d’Eugène Verconsin
- Birochet dans Le Panache (1875) d'Edmond Gondinet
- Pulverin dans L’Homme du Lapin blanc (1875) d’Alfred Duru
- Vernouillet dans La Chaste Suzanne (1877) de Paul Ferrier
- Édouard dans Les Demoiselles de Montfermeil (1878) de Victor Bernard et Théodore Barrière
- Belgodère dans Tant plus ça change (1878) d'Edmond Gondinet et Pierre Véron
- Beaudichon dans Le Volcan (1882) d'Edmond Gondinet, François Oswald (d)  et Pierre Giffard
- Brochondans Le Train de plaisir (1884) d’Alfred Hennequin, Albert de Saint-Albin et Arnold Mortier
- le Lord dans La Fille à Georgette (1886) d’Albin Valabrègue.